# Plastic Planet (filme)

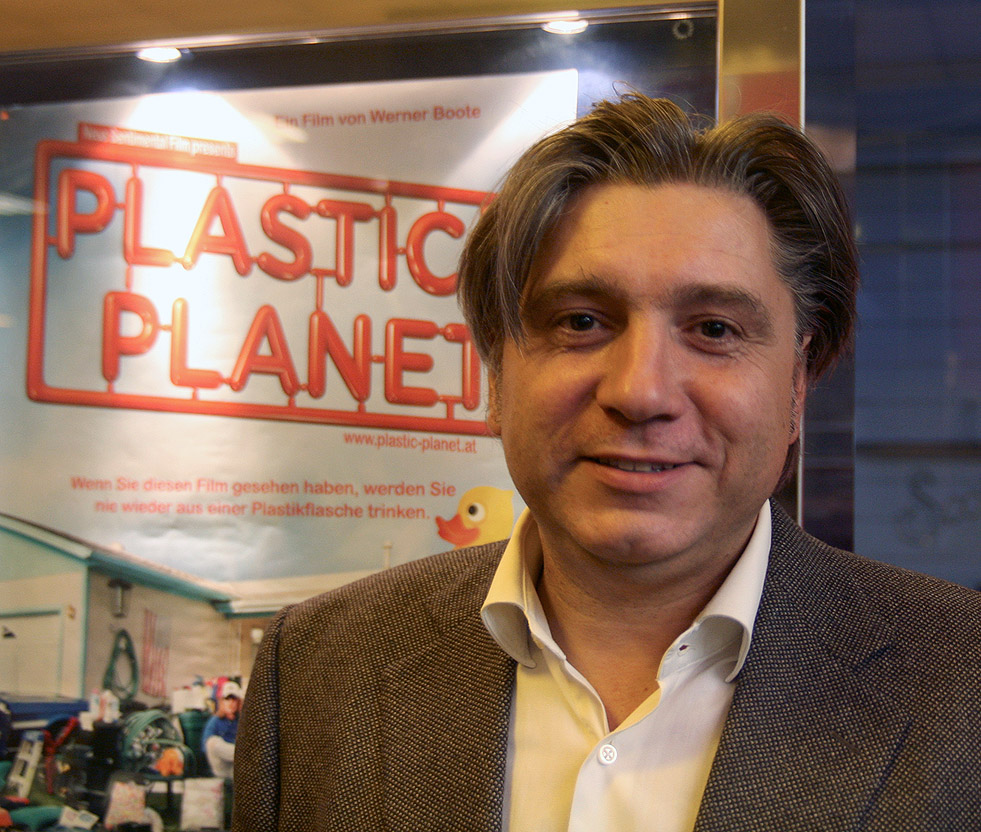
Werner Boote na première de seu filme.

Plastic Planet ("Planeta de Plástico", no Brasil) é um documentário austríaco de 2009, do diretor Werner Boote. Expõe a situação de uma indústria que gera centenas de bilhões de dólares anualmente na forma de produtos convenientes que povoam cada lugar da existência humana. Seu avô ajudou a produzir a "substância milagrosa", o plástico, bem antes do Bisfenol A migrar para o interior dos corpos das pessoas e a Grande Porção de Lixo do Pacífico imundiçar os mares.
O filme foi gravado em 25 países, em locais variando de uma fábrica na Alemanha a uma enorme pilha de lixo na Índia. No caminho, Boote mostra que mesmo os produtos plásticos de aparência mais inocente podem possuir compostos e produtos químicos que causam grandes problemas de saúde. De acordo com o filme, um dos maiores males é o Bisfenol A. O filme também aborda outros plásticos potencialmente danosos, como o PVC e ftalatos.